# 坂田銀時
坂田 銀時（さかた ぎんとき）は、空知英秋作の漫画『銀魂』に登場する架空の人物で、同作品の主人公。

## プロフィール
- 身長：177cm
- 体重：65kg
- 誕生日：10月10日[1]
- 星座：てんびん座
- 年齢：27歳→29歳[2]

### 演じた役者
声優
- 杉田智和（テレビアニメ版）
- 矢口アサミ（テレビアニメ版・幼少期）
- 戸松遥（テレビアニメ版・転換篇〈坂田銀子〉）

俳優
- 小栗旬（実写映画版）
- 田中悠太（実写映画版・幼少期）

## 人物
「万事屋銀ちゃん（よろずやぎんちゃん）」という何でも屋を営んでいる侍。普段は死んだ魚のような気の抜けた目をしているマイペースかつ向上心ゼロの怠け者だが、決めるところはビシッと決める。
その正体はかつて師である吉田松陽を救うべく攘夷戦争に参加し、「白夜叉」の異名を轟かせた伝説の攘夷志士であり、「攘夷四天王」の一人である。現在ではお登勢の代理として「新かぶき町四天王」の一人でもある。

### 容姿
天然パーマの銀髪が特徴。いつも気が抜けた表情をしており気をつけないと勝手に目と眉が離れた間抜け面になってしまうらしい。服装はズンボラ星人の学校指定ジャージであり黒の上下の上に着物を片方だけ羽織り、ベルトと帯で止め、靴はブーツという一風変わった出で立ちである。瞳の色は漫画では黒、アニメ版では赤色になっている。
基本的に着ている服は毎回変わらないが、同じ物を4着持っていて使い回しをしている。パジャマ・防寒具はいくつか持っている。
竜宮篇で老化した時は背の低い入れ歯の老人、かぶき町野良猫篇で猫になった時は天然パーマのように毛が立った白い毛の猫になった。天人の造り出したウイルスによって性別が反転したこともある。

### 性格
基本的に無気力かつだらしなく適当で、普段から余計かつ卑猥な言動・オヤジギャグを放つうえに金に汚く、極端に図々しい一面も持つ。何でも屋としての仕事も大抵は適当にこなして依頼料だけをもらうことしか考えていない。ただし記憶はなくともやってしまったことに対して責任を取る甲斐性はあり、そのためあやめなどの人物と腐れ縁に近い関係が続いている。サディストであり、沖田と組んで土方を弄ることもあり、その際には「ドSコンビ」と言われている。
連載初期はボケを連発していたが、自分以上のボケ役（主に神楽・キャサリン・桂・沖田・近藤・坂本・あやめ・九兵衛・東城・小銭形など）が増えたため、ツッコミ役となることも多くなり、場合や状況によっては新八とダブルツッコミになることもあった。嫌なことはすぐ忘れるタイプで、そうでなくても何度か他人の名前を間違えたり忘れたりすることがあるが、自分が間違えられると本気で怒る。土方・全蔵など対戦経験のある人物であっても「多串くん」など適当な名前で覚えているフリをし、相手を怒らせる原因となる（本人曰く「男の顔を覚えるのは得意ではない」）。しかし万斉・似蔵のことを覚えているなど必ずしも忘れているわけではない。
「約束」を守ることを何より重んじ、たとえそれが物言わぬ死者と一方的に結んだものであっても、あるいは半ば無理やりに約束させられたことであっても、身命を賭して守り抜こうとする。それ以外でも自分が大切に思うものを守ろうとするときは普段の怠惰ぶりを感じさせない。表面的にはさりげなく嫌われ役になるような偽悪的な言動が多いが、内心は情に厚く仲間思いであり、仲間を救うためならどこであろうと駆けつけ、多勢に無勢の状況でも臆せず立ち向かう。
このように大きな事件や揉め事にはきちんと解決に奔走することもあって周りからは慕われており、有事の際は彼のために多くの仲間が駆けつける。信頼からくる広く深い人脈は坂田金時や魂が土方と入れ替わった際には、そのまま万事屋を強力な組織へと生まれ変わらせたことからもわかる。「白夜叉」として活躍していたこともあってかある種のカリスマ性も持ち合わせ、特に悪党に対するそれは絶大で、冤罪で刑務所に入れられた際は刑務所の帝王になったり、銀行強盗の人質に取られた際は口で丸め込んで（土方以外の）全員を解放するように持っていった。

### 呼び名
通称は基本的には「銀さん」「銀ちゃん」などであるが、「旦那」「万事屋」｢銀の字｣などさまざまである。女装した場合はパー子と名乗り、ツインテールの巨乳になる。一人称は基本的に「俺」だが、たまに「僕」「てめー」「銀さん」と称する。
名前の由来は金太郎こと坂田金時だが、「金時」と呼ぶと憤慨する。これはタイトルが恐ろしいことになり、「ジャンプが回収騒ぎになる」（アニメ版では「番組表に載せられなくなる」）からだという。

### 趣味・嗜好
甘いものを定期的に摂らないとイライラするほどの甘党で、血糖値が糖尿病寸前の域まで達しており、パフェは週一しかダメだとのこと（その食生活の影響からか糖分の摂り過ぎでインポになったと、新八の口から語られている。）。ファミレスに行くと必ずパフェを頼み、白米に小豆一缶丸ごと乗せたものを「宇治銀時丼」と称している。度々「カルシウムさえ摂れれば人生は大抵うまくいく」と豪語するが、実際はいちご牛乳・コーヒー牛乳などの甘い乳飲料しか飲めない。酒も好きだがあまり強くはなく、自動販売機の中や道路でよく吐いている。
愛読書は『週刊少年ジャンプ』で、毎週発売日にほぼ欠かさず購入している。ジャンプ歴は20年。一番好きな漫画は「ギン肉マン」。「聖侍星矢」の技について全蔵と討論したこともあるなど、掲載漫画に関する知識は豊富。「ギンタマン」（作：天知くん（ゴリラ））はあまり好きではないようだが、それでも一応目を通している。買ったものはある程度溜まってから一気に新八が捨てている。絵はかなり下手だが、本人には自覚がない。
怪奇現象の類や歯医者が大の苦手で、特に怪奇現象は幽霊の存在を頑なに認めようとしないが、霊感が非常に強く、複数の霊を憑依させて意識を支配されることなく操ることが出来る。
ゲームも昔遊んでいたようで、ファミコンから流行中のゲームまで知識は豊富である。好きなゲームはドラクエで、『5』が特にお気に入り。『3』より『5』の方が名作だと信じている。『ドラクエ5』の作内での花嫁はビアンカにしている模様。
パチンコなどの賭けごとも好きで昼間から打っていることもある。ほとんどの場合負け続けて文無しになるが、ごく稀に大勝ちする。
ナース・痴漢物のアダルトビデオを長谷川からよく借りているようだが、新八・神楽が未成年であることを配慮して、絶対に成人雑誌などを万事屋内に持ち込まないようにしている。

### 交友関係
万事屋という仕事柄、善人・悪人問わずさまざまな人間と関わる機会が多く、非常に広い交友関係を持っている。普段のだらしなさゆえに新八・神楽のみならず、かぶき町の人々にも憎まれ口を叩かれているが、人を引き寄せる不思議な魅力があり親しまれている。
特に新八・神楽は「坂田さんファミリー」「坂田家の食卓」と発言するなど、現在では一つの家族のような関係である。新八には侍として憧憬を抱かれており、神楽のことは時に親子のようなやり取りを見せたり、保護者のような愛情をそそぐ場面があったりと非常に大切に思っている。真選組・土方とは「腐れ縁」のような間柄となっており、土方からはライバル的存在として認識され、沖田・山崎など他の隊士からは「旦那」と呼ばれ慕われている。しかしバラガキ篇にて自らが攘夷志士であったことを土方の前で明かし、山崎に攘夷浪士と接触していないか見張られるなど、真選組とは複雑な関係でもある。長谷川とは馬が合い、ともにパチンコ・キャバクラで遊びふけることが多い。また長谷川のバイト先に顔を出し、新八・神楽とともにアルバイトを手伝うことも多いが、大抵の場合は妨害にしかならず、その度に長谷川は仕事をクビにされている。
かつての盟友である桂・高杉・坂本とは終戦後交流が途絶えていたが、それぞれの形で再会を果たす。
桂とは攘夷活動への勧誘を断り続けているものの、再会後も桂が（厄介ごとをもって）万事屋を訪れたり、一緒に様々な事件に巻き込まれたり、何かと行動をともにすることも多い。理解不能のボケを連発する桂を基本的にはぞんざいに扱うが、彼を殺したという似蔵に対して本気の怒りを見せたり、有事の際にはともに戦ったりと信頼しあっている。桂とともに幼馴染で、現在はひたすら破壊の道を突き進む高杉とは紅桜篇を経て袂を分かった。坂本とは宇宙旅行の際に再会するが、名前を間違えられたりその後家を破壊されたりと、彼の天然ボケっぷりにツッコミの嵐を浴びせているが、作中の言動から信頼はしている模様。
自身の過去は今までほとんど作中で語られることはなかったが、師である松陽をめぐる衝撃の真実・かつての盟友たちとの出会いや交流が途絶えていた理由が徐々に明かされている。
お天気キャスターである結野アナに関しては、フィギュアを持っていたり彼女の天気予報を毎回チェックしたりするほどの大ファン。彼女が結婚していた時期にはその報道を聞いて日めくりカレンダーをめくり続けて現実逃避するほど落ち込んだり、一番不倫したい芸能人として名前を挙げたりしていた。そのため彼女が万事屋にやってきた際には舞い上がり、兄の晴明を「お兄さん」「おにいたま」と呼ぶなど積極的にアピールしていた。
女遊びは好きらしく、キャバクラ・スナック通いなど頻繁にしている模様だが、友人から男女の関係に至ることはほとんどない（新八・近藤の推測では爛れた恋愛しかしていない）。女性に対する配慮は壊滅的で、口説くのは「原始人並み」に下手である。女性の扱い・恋愛に関しては新八からは近藤と並んで反面教師扱いされている。しかし本人にはその自覚がなく、自分がモテない原因は自身の天然パーマにあるとしている。一方であやめからは「求愛」と称し迫られ、ストーカーまでされ迷惑がっているが、本人曰く積極的な女性は嫌いとのこと。ただし何かと呼び出して利用することもある。一見恋愛経験はないに等しいように見えるが、自分によく似た赤ん坊である橋田勘七郎が置き去りにされていたのを発見した際には本気で激しく動揺を見せており、このことからも「思い当たる節のようなこと」はあったようで、坂本の話によると、過去に高杉と遊女を取り合ったことがあるらしい。冤罪で刑務所に入れられた際に知り合った鯱とともに漫画家「悪路木夢砕」としてデビューを狙っているが、おもに自分のせいで上手くいっていない。

### 戦闘技術
「白夜叉」と恐れられたほどの攘夷戦争を潜り抜けた剣術の技倆は作中屈指の実力を誇り、木刀であらゆるものを両断・粉砕して銃弾をも叩き落とすなど、優れた瞬発力・強靭なパワーを発揮する。エイリアンなどの猛獣をも圧倒し、敏木斎・岡田似蔵・万斉などの強敵や実力差があるにもかかわらず「夜兎」の神威・鳳仙などの戦闘部族の者たちとも互角以上に渡り合うほどに戦闘能力も極めて高い。圧倒的な強さを誇る敵にも張り合い、恐れずに挑んでいくなど度胸も一級品である。普段は木刀を使用して戦うが、まれに真剣のほかに短剣・薙刀・クナイなども使用するほか、木刀・真剣を駆使する二刀流を披露することもある。その強さは「宇宙最強」と称される星海坊主にも一目置かれ、常に強者を求める神威に「獲物」として定められるほどである。
常人を遥かに凌ぐ強い生命力を持ち、瀕死の重傷を負ったまま戦い続けて生き延びたことが多々あり、紅桜篇・かぶき町四天王篇・将軍暗殺篇の終盤の乱戦でそれがうかがえる。奈落との戦闘の際に序盤で奈落の刃を歯で受け止めて噛み砕くといった野生じみた極めて高い運動神経も併せ持ち、加えて戦闘勘も非常に鋭い。
幼少期に師匠の吉田松陽に剣の稽古をつけられているが、実態は型のない「斬り覚え」の喧嘩殺法に近く、敏木斎には「我流」と評され、万斉からは剣のリズムが読めないと言われた。
烙陽決戦篇で神威と対峙した際は互角以上に渡り合い、星海坊主曰く「自分の内に強さを探し、最強の自分（敵）を倒すことで何度も強さの壁を破ってきた」とのこと。この壁を破り神威を追い込んだ強さが「白夜叉」時代の自分に立ち戻っているのか、それを超えているのかは不明。
また、作中において「白夜叉」は黒幕の人物を除いて最も強いとされる。
幼少期のある出来事がきっかけで泳げなくなってしまった。その出来事とは、武市半平太曰く、「聞いたことがある、白夜叉の弱点、彼は幼いころ奇妙な実によって呪われ、カナヅチになってしまったと」「そう、糖分のにおいだけで当てて見せると、スイカ割りに挑み・・・溺れて泳げなくなったかわりに、ダるんだるんのゴムのようなだらしない性格に・・・・」

## 来歴
吉田松陽と出会う前の幼少時は周囲に肉親縁者と呼べる者はおらず、埋葬されずに放置された死体の所有物をはぎ取りながらたった一人で生活していた。松陽に拾われる際に渡された刀の行方も分かっていない。松陽に拾われてからは桂・高杉とともに寺子屋に通い、彼の教えを受けた。当時から天然パーマ・死んだ魚のような気の抜けた目をしているなど現在とほとんど変わらない風貌で、不真面目かつ寝てばかりだった。しかしこのころから剣術は常人を遥かに凌駕しており、高杉を何度も圧倒していた。実の親にあたる人物は出てきておらず、家族構成なども不明である。八郎の母が現れたときの言動から、本人曰く家族はいないらしい。
寛政の大獄の折、幕府に捕縛された松陽を救出すべく、桂・高杉とともに攘夷戦争に参加する（坂本と知り合ったのはこのころ）。戦争では敵味方双方から「白夜叉」と呼ばれ恐れられるほどの伝説的な活躍を見せる。単独での隠密奇襲が十八番であり、主に攻撃する側だった。しかし、その戦いで多くの仲間を失ったうえ松陽が処刑されたことから、終戦直後に突如姿を消したとされてきた。
しかし「将軍暗殺篇」での回想で、当の松陽を斬首したのは自分自身であったことが明らかになる。天照院奈落に仲間ともども捕縛され、松陽か仲間（桂・高杉）どちらか一方を選ぶよう迫られ、結果的に松陽の首を斬り、仲間の命を救うことを選択した。その後の経緯は不明だが、攘夷志士狩りから逃れるため潜伏生活をしていた模様。しかし保身のためにかつての仲間・自分の娘までも一橋派に差し出して粛清に協力していた攘夷志士を幕府役人の前で制し、志士の娘（のちの池田朝右衛門）の身の安全と引き換えに自ら幕府に捕縛される。拷問の末に処刑されそうになるが、首斬り役人の先代池田夜右衛門によって逃がされ、それ以後は攘夷活動から退いている。その後、放浪中にお登勢の夫・辰五郎の墓に供えてあった饅頭を食べたことでお登勢に恩義を感じ、「旦那の代わりにあんたを守ってやる」と約束して彼女が経営するスナックの2階を間借りし、万事屋稼業を始めた。
新八・神楽を雇い定春を飼うより以前、金丸・池沢・古橋の3人を雇っていたが、女と関係を持った金丸たちを川に落としていなくなり、また一人で万事屋の営業をしていた。
バラガキ篇の際に自身が白夜叉であることを真選組に明かしているが、その後放置されている。
将軍暗殺篇では茂茂の影武者として将軍護衛作戦に参加する。そこで伊賀の忍の急襲を受けるも百地に救われ、伊賀の里に匿われる。しかし高杉ら鬼兵隊と神威率いる第七師団の襲撃を受け、将軍を連れて里からの脱出を試みる。
強靭な夜兎相手に苦戦しながらも近藤ら・百地の協力もあって里の出口に辿り着き、高杉と刃を交える。互角以上の死闘を繰り広げ、互いに瀕死の状態に陥るなか、朧率いる奈落も参戦して窮地に立たされるが、それでも高杉を奈落から守るため瀕死の身で奈落と戦い、救助にきた神楽・神威の援護を受けて窮地を脱する。
さらば真選組篇では近藤に呼び出され、誰もいない真選組屯所で杯を交わす。そして近藤からの伝言を受け取り、彼が茂茂暗殺の責を負って見廻組に逮捕される現場に立ち会うことになる。
小銭形の部下として配属された土方の歓迎会に呼ばれ、スナック「すまいる」に訪れる。しかしその直後に見廻組を伴い来店した喜々が暴虐の限りを尽くし、お妙を手にかけようとしたことで、土方が喜々に殴りかかった瞬間に自らその拳を受ける形で制止する。そして自身が喜々を殴り飛ばして重傷を負わせ、佐々木に逮捕されかけるが桂が身代わりになったことで脱出に成功する。
その後、真選組が近藤・松平を救うべく黒縄島に乗り込む際に同行し、再び眼前に立ち塞がった朧と天導衆の一人・虚と刃を交える。虚の松陽に似通った素顔に激しく動揺するものの、その後神楽・沖田・信女の力を借り、先陣を切って脱出経路を確保し、近藤の屍を見て戦意を喪失した真選組に叱咤激励し、彼らの闘志を取り戻させ、無事に黒縄島を脱出する。その後、江戸を去ることになった土方とともに行き付けの定食屋に入り、互いに貶し合ってきた宇治銀時丼・土方スペシャルを交換して平らげる。そして「まずい」という感想・清々しい笑顔とともに真選組出立を見送った。
さらば真選組篇での一連の事件に関わった事で幕府を敵に回し、喜々からも「すまいる」での一件で憎悪を向けられるなか、危険を承知で江戸に残り、定春をお登勢に預け、新八・神楽とともに地下都市アキバにある桂一派のアジトで潜伏生活を送ることになる。一方で、喜々を殴りつけたことが攘夷派の間で話題になったらしく、調子に乗った桂が自らの扮装をした写真を幕府に提供したことがきっかけで自身の知らないうちに指名手配犯となってしまった。
烙陽決戦篇では地下都市アキバに現れた信女・また子・武市から、虚の正体や星海坊主の参戦で窮地に陥った鬼兵隊・第七師団の現状を告げられ、信女よりその救助を依頼されるも拒む。だが星海坊主と神威の対峙を阻止すべく神楽が姿を消すと、新八とともにその行方を追うなかで定春と合流し、神楽をもう一つの家族として連れて帰ってくることを誓い、桂・坂本・万斉ら鬼兵隊の一部とともに地球を発つ。
宇宙に出て早々に喜々の艦隊の襲撃を受けるも返り討ちにし、鬼兵隊と第七師団の集束場所である「烙陽」へ到着するが、すでに虚率いる奈落・春雨が待ち伏せており、襲撃を受けるも桂・坂本とともに春雨の兵隊を圧倒し、高杉を見つけると同時に神楽を救うために、桂・坂本と三方向に分散して彼らのアジトへ向かう。道中春雨の三凶星の襲撃を受け、冥王星・馬董と対決する。覚眼（さとり）を駆使する馬董に圧倒されるが、自らの殺意を投影させることで覚眼を攻略して撃破し、彼に侍としての道を絶たれた坂本の復讐を果たす。
その後は新八たちの後を追い、道中で奈落の襲撃を受けてしまうも、単身で払い退けて万斉の窮地に駆けつける。同じく目覚めた高杉とも再会し、10年の時を経て攘夷四天王が再集結を果たす。春雨が投入した殺戮兵器「土竜」を複数相手取って圧倒し、高杉・桂・坂本たちが囮になって道を開き、新八・定春とともに神楽を追う。
虚に敗れた星海坊主に絶望し、自らの手で殺そうと突進する神威の眼前に降り立ち、間一髪で彼を静止する。「最強」の座を求めて星海坊主の命を狙う神威を止めるため矛先を自分に向けさせ、一騎討ちに臨む。
神威に恐怖のような違和感を植えつけ、最後は形勢逆転して神威を追い込むも、先に自分の限界が訪れ逆に神威にとどめを刺されかけるが、間に入った神楽に神威が動揺したその隙に渾身の一撃を見舞って勝利する。
だがそれが引き金になり、「夜兎の血」が暴発して覚醒した神威に神楽を狙われ、自ら盾になってさらに重傷を負う。しかしそれでも諦めず新八・神楽とともに神威の暴走を止めて、長年続いた兄妹喧嘩に終止符が打たれた。
春雨の撤退後、高杉の伝言役として訪れた武市から松陽の過去・虚の本当の目的を聞かされる。松陽の遺した最後の希望として虚に抗うべく、地球へ帰還する。
銀ノ魂篇では桂・坂本がアルタナ解放軍との停戦協定を取りつけるため別行動を取り、江戸へ帰還する。万事屋前で解放軍の兵隊がお妙・たまを連行しようとしたところに現れ、燃え上がる万事屋に届けられた依頼届を受け付け、かぶき町の住人らとともに解放軍を撃退する。
天導衆に関する手がかりを模索するなか、町人に扮した奈落の襲撃を受けたところを信女に助けられ、天導衆が虚に始末されて解放軍が停戦協定を破棄したことを知る。信女に促され、解放軍の駐屯所にいる虚と対峙するが、彼の不老不死の血を得た奈落と奈落三羽の一人・柩に苦戦し、解放軍の砲撃に巻き込まれてしまう。
虚を取り逃がし、解放軍の部隊に追い詰められるも、江戸に帰還していた真選組・お庭番衆とともに部隊を退ける。源外による機械を無効化するウイルス兵器の破壊を目論む解放軍を叩くためかぶき町へ戻り、荼吉尼族の一人・王蓋を相手取る。九兵衛らと協力して王蓋を追い詰め、かぶき町へ帰ってきた次郎長・平子親子と溝鼠組とともに辰羅部隊を壊滅させ、王蓋は同族である屁怒絽に倒され、結野家・巳厘野家の幻術で解放軍の兵士たちをかぶき町から追い出すことに成功する。
その夜、つかの間の休息をとるも、失踪した源外を探すため、かぶき町中を駆け回ったところ第七師団と遭遇する。その後、神楽や神威とともに夜兎部隊を蹴散らすが、虚の出現とともにアルタナが噴出され、江戸は壊滅状態となる。そよ姫のもとを去った定春を捜索するなか、信女が星海坊主を連れて合流し、アルタナの結晶刀を渡され、虚と定春のもとへ向かう。虚との戦いでは結晶刀を砕かれたうえ、加勢してきた真選組や第七師団をも一掃され窮地に陥るが、結晶刀の破片が虚の体内に入り、龍脈に飲み込まれた定春がアルタナを抑えていたことで虚の再生能力が低下し、最終的に新八や神楽、真選組と星海坊主・神威親子とともに虚を追い詰めた。しかし、敗北を悟った虚が龍脈へ飛び込み、手を伸ばそうとするも天鳥船の破片が落下し、彼を救うことができなかった。戦争終結後、万事屋へ戻り、神楽が定春を救うため宇宙へ行くと決めた際、自分も「やらなきゃならないこと」ができたとして、万事屋の看板を下ろすことを宣言し、江戸を去った。
龍脈の中へ消えた虚を見つけ出すため江戸を去り、全国各地の龍穴を調べまわっていた。ある龍穴へ立ち寄った際に宮司から龍穴に漂着した肉片が瞬く間に赤子へと姿を変えた話を聞き、その赤子が虚と確信し引き取る。一度は虚の殺害を決意し、短刀を突きつけたが殺すことができず、そのまま彼を連れて放浪の旅をしていた。そんなある時、崖から落ちかけた虚を助けた際、虚が松陽だったころの人格を取り戻すが、直後に奈落の襲撃を受け、拘束された虚から結晶石と化した心臓を託され、海へ落ちていった。その後、虚の心臓を破壊する決心がつかず、奈落に追われる日々を送っていた。
2年後、松下村塾の跡地へ訪れ、朧の墓を建てていた高杉と対峙するが、警察の介入で取り逃がし、土方によって連行されてしまう。取り調べには応じず、機械と化していた山崎の暴走に乗じて警察から逃走し、町で高杉を捜索する。同じく彼の行方を追っていた武市とまた子と再会するが、突如、奈落の襲撃を受ける。奈落との戦闘中に姿を見せた高杉と共闘し、彼が用意した船に乗り込み脱出する。船の中で高杉と情報を交換し、星芒教の存在、虚の生存、そして江戸が星芒教のテロの標的にされていることを知り、高杉から星芒教の壊滅と虚の救出の協力を持ちかけられる。
高杉とともに2年ぶりに江戸へ帰還し、自分が江戸へ戻ってきたことを悟られないように行動していたが、運悪くお妙や九兵衛、さっちゃん、月詠と立て続けに遭遇し、顔を隠すため九兵衛の下着を被り、彼女の下着を盗んだとして吉原に連行される。尋問中、自分を尾行していた山崎を身代わりにして吉原を脱出し、万事屋の仕事をしていた新八と遭遇する。紆余曲折を経て気絶した新八を連れて万事屋へ戻るが、風呂上がりの神楽から下着泥棒と勘違いされて追われる中で、ターミナルの爆破テロが起こる。高杉に真意を問い質したところに出現した奈落と同時に高杉に虚の心臓を奪われるが、桂の登場により三人で共闘して奈落を一掃し、星芒教に捕らわれた松陽を救出するため、ターミナルへ向かう。奈落残党や星芒教信者の妨害に遭う中で新八と神楽、そして眠りから目覚めた定春と再会を果たす。高杉の肉体を乗っ取った虚と対峙し、既に再生能力を失った虚を倒した後、元に戻った高杉の最期に立ち会い、その後、新八たちの尽力により松陽と対面し、万事屋を営んでいることを報告して、師の最期を見届けた。最終訓（第七百四訓）「天然パーマにロクな奴はいない」で新八と神楽と共に急用の仕事へ向かう場面で、物語は幕を下ろす。

## 3年Z組銀八先生
題名通り3年Z（ずぃー）組の教師「坂田銀八（さかた ぎんぱち）」として登場。担当教科は現国。
白衣を着てネクタイはきちんと締めておらず眼鏡をかけ、タバコ（アニメ版では煙の出るレロレロキャンディー）を咥えていることが多い。本人曰く「レロレロキャンディーはもの凄くレロレロすると煙が出る」とのこと。実際にアニメ版の銀八先生ではキャンディーを口から出し、生徒に見せていた。
言動は原作やアニメ版と変わらないが、生徒たちには信頼されている。職員室の自分の机の周りに読み終わったジャンプを捨てずに置いてある。また「銀魂」が表紙のときは二冊購入することがあるらしい。校長のハタには全く気持ちの伝わらない敬語を使用しているうえ、校長室で爪を切ったり、バスタブを持ってきたり、こたつに入ってモンハンをするなど、あまりに非常識なのも原作やアニメ版と変化はない。本人は万事屋ではないからという理由で戦闘は避けたがるが、本編と同様に腕っ節は強く、不意打ちとはいえ拳銃を持った三人組の強盗をサンダルのみで一方的に倒すほどである。アニメ版のアバンでは『NARUTO』のネタにおける写輪眼が盗まれた事件において近藤のケツ毛の話になったときは、万華鏡写輪眼のネタとして「ケツ毛鏡写輪眼」と発言している。
名前のモデルは『3年B組金八先生』の坂本金八。

## ゲーム版
『銀時vs土方!? かぶき町銀玉大争奪戦!!』では彼の鼻糞から生まれたクローンが敵として登場。ただし不完全な出来であるため、着物の色・肌の色が若干黒くなっている。
『銀さんと一緒! ボクのかぶき町日記』では主役の座をゲームオリジナルキャラクターの空に取られているのを若干悔やんでいる節があるが、万事屋の一員として彼を認めており、空が襲われたときも彼を守っている。
『銀玉くえすと 銀さんが転職したり世界を救ったり』ではパー子・教師・真選組・宇宙海賊などのほか、上記のクローン銀時にも転職可能。また読者からの応募をもとにした「パフェ銀時」という職も存在する。
『銀魂乱舞』ではプレイアブルキャラクターの一人として登場。オリジナルストーリー「かぶき町頂上乱舞」では、テレビ番組の特集であらゆる願いを叶えるという「玉」の存在を知り、自分の願いを叶えるため万事屋を飛び出す。

## 金魂
原作・アニメ版のパロディでの銀時は「坂田金時」という名前の謎のプー太郎であり、同じホストの最強のケツアゴを持つ志村新八を仲間に持ち、中国系マフィアの女ボスである美女・神楽をパトロンに迎えたホスト。髪の毛の色は金髪だが、天然パーマは変わらず。新八のモノローグでは金色夜叉と呼ばれていた。

## アイテム

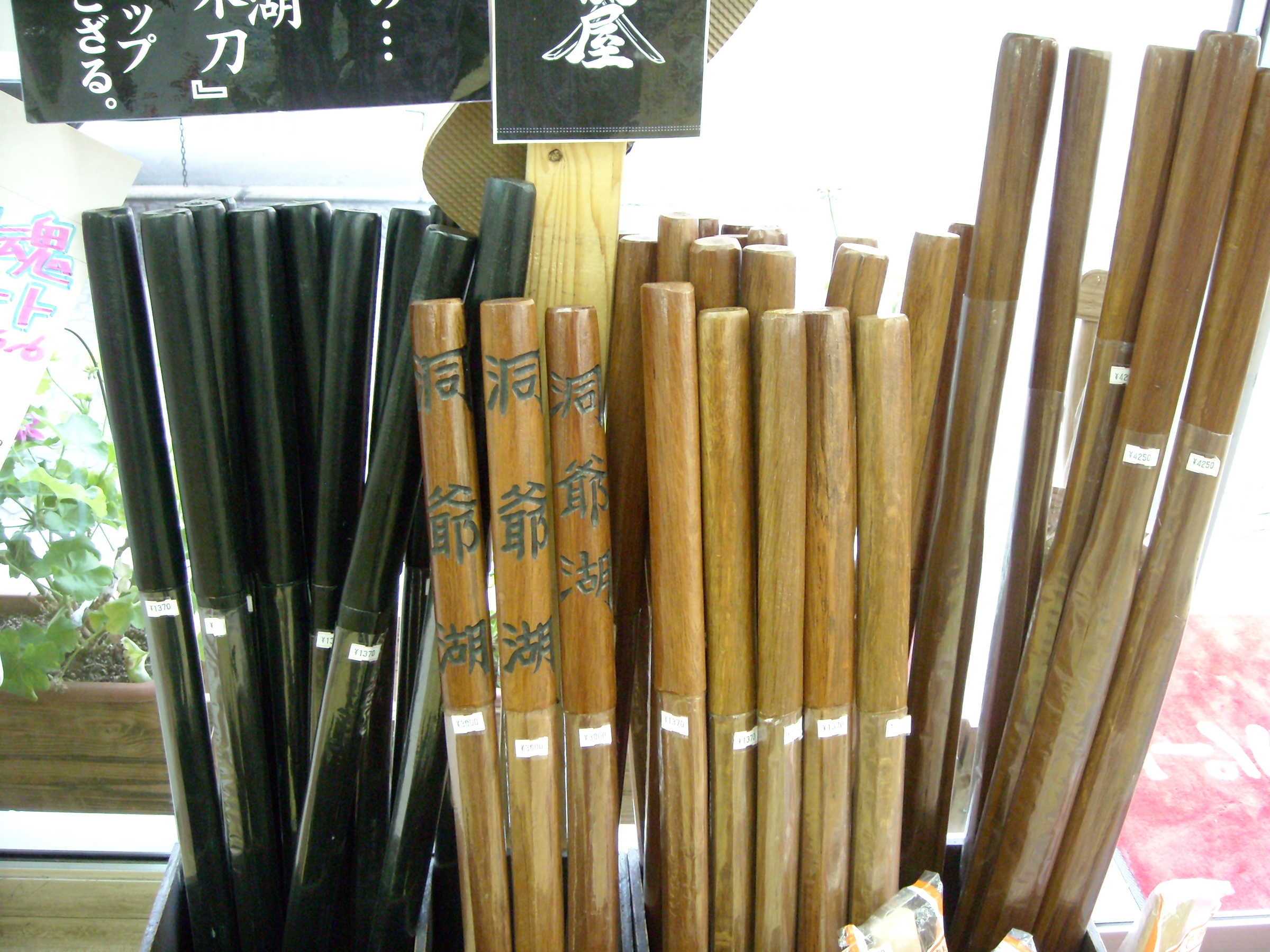
越後屋デパートで売られている木刀

木刀
銀時が常時腰に差している「洞爺湖」と彫られている木刀。「辺境の星にある金剛樹という樹齢1万年の大木から作られた妖刀・星砕（ようとう・ほしくだき）の由来を持ち、真剣を上回る強度・硬度を誇り、それを捜し求めて刀狩りを行う者までいた」とされている。しかし近藤との決闘の際に銀時は普通にヤスリで削っており、実は通信販売で入手可能という代物であり、銀時も通信販売店で購入している。値段は原作では明かされていないが、アニメ版では11,760円となかなか高額である。リサイクルショップ「地球防衛基地」の店主によると「紛い物」。「洞爺湖」と彫られた柄の部分は、自由に名前を彫れるという通販会社のサービスによるものである。
銀時はミステリアスな雰囲気にしたいため、他人には「若いときに修学旅行で行った洞爺湖にいた仙人にもらった」「修学旅行で浮かれて買ったやつ」などと伝えている（ただし神楽・長谷川にはバラしてしまった）。カレーをこぼして臭いが取れなくなったのを理由に買い換えたこともあるが、その際カレーをこぼした木刀は神楽に折られている。またメイド型カラクリとの対決のときに源外の手で改造が施されたが、柄の部分を押すと先端から醤油が出る（アニメ版のたまクエスト編では木刀代わりの爪楊枝型の武器からダシ醤油が出るようになっている）ようになっただけで、実戦に向いた改造ではなかった。
現実の洞爺湖町洞爺湖温泉の「越後屋デパート」という土産物店では、この「銀魂」効果で木刀が1日に最高50本売れるほどの人気商品になり（好きな言葉を柄に彫ってくれるサービスもちゃんとある）、第34回主要国首脳会議（北海道洞爺湖サミット）が開催された際には洞爺湖町を訪れた外国人も多数購入している。
原付
銀時が移動手段に使用するスクーター（原動機付き自転車）。車種はベスパ。後輪カバーに「銀」という彫り物がある。壊れるたびに源外に修理してもらっているが、修理費を払わないこともある。銀時が風邪で休業中に神楽が銀時の代理で乗り回した際には、駐停車に失敗して自損事故を起こしている。
一度源外の改造によってロケットブースター・飛行機能が追加されたり、修理代を踏み倒されないようにボタン一つで後輪が外れる細工を施されたことがある。ただし飛行機能を使用すると莫大なエネルギーを消費するため、約10秒後（アニメ版では1分後）に空中で大爆発した。原作第四訓・アニメ版第12話ではキャサリンに乗り逃げされたことがある。作中で銀時が普通自動車免許を取得している描写がある。またアニメ版では二度ほど事故を起こして大破させたことがあった。
洞爺湖（仙人）
声 - 飛田展男
誕生日：10月8日、身長：167cm、体重：54kg。
原作第百五十訓・アニメ版第89話で銀時たちに必殺技「モモパーンッ!」（単なるローキック）を伝授すべく登場した木刀の仙人。実際は神楽が『BLEACH』の単行本第8巻（アニメ版では週刊少年ジャンプ）を読んでいる最中に眠ったときの夢の産物である。額に「洞」の文字が刻まれている。サングラスをどこで購入したかは不明。その風貌とは裏腹に生活は中高生並み。両親もおり、母・阿寒湖（声：斉藤貴美子）にも顎鬚が生えている。父・屈斜路湖（声：小室正幸）の転勤の多さゆえ友達作りは苦手。必殺技はジャンボリックマグナム。仙人中学校を卒業している。アニメ版では「ズバリ」が口癖。
約3年ぶりの二度目の登場ではアニメ終了を「最大の危機」と言いながら、ゲーム発売とスポンサー獲得などの商業的観点から必殺技の重要性を説いた。だが実際は必殺技ではなく、携帯電話会社をスポンサーに獲得するためのダンスをメインキャラクターたちが躍るだけだった。
『BLEACH』の主人公・黒崎一護が持っている斬魄刀「斬月」のパロディ。同作品内で「斬魂刀コンテスト」（使用武器人気ランキング）が行われた際、別作品ながら洞爺湖にも票が入っている（『BLEACH』の作者である久保帯人は困惑していた）。
『3年Z組銀八先生』では医者としてフェニックスに登場。銀魂高校に健康診断にやってきたが銀八に下着泥棒と間違われて追いかけられ、月詠に投げ飛ばされて気絶させられた挙句、事態を隠ぺいしようとした彼らに掃除道具入れに閉じ込められた。

## その他
- ジャンプフェスタ2005では『BLEACH』の黒崎一護の死覇装を着たことがあった。この衣装を着た彼関連のグッズは通販で買える。
- 主人公だけあって全キャラクターの中でも人気が非常に高く、過去6回行われた人気投票すべてで第1位を獲得している。
- 2010年度の「結婚したいアニメキャラランキング」内の「花ムコにしたいキャラ」部門で第1位に選ばれ、年代別ランキングでも全世代で1位に選ばれるという快挙を果たした[10]。
- 2010年3月20日発売のシアターカルチャーマガジン『T.』では、アニメキャラクターとしては同雑誌史上初の表紙（裏面）を飾るという快挙を果たした（この時の表の表紙は『劇場版のだめカンタービレ最終楽章』に出演していた俳優・玉木宏であった）。
- アニメージュ主催の第32回（2009年）アニメグランプリ男性キャラクター部門で第1位に輝いた。これは週刊少年ジャンプのアニメ作品の主人公としては『シティーハンター』の冴羽獠以来であり、他部門が『けいおん!』関連で占めたなかでの快挙であった。